# آن فيلان
آن فيلان (بالإنجليزية: Anne Phelan)‏ هي ممثلة أسترالية، ولدت في 2 أغسطس 1948 في ملبورن في أستراليا، وتوفيت في 27 أكتوبر 2019 في بنديجو في أستراليا بسبب سرطان. من الجوائز التي نالتها لفافة الشرف النسائية الفيكتورية ‏.

## جوائز
- لفافة الشرف النسائية الفيكتورية [الإنجليزية]‏

## وصلات خارجية
- آن فيلان على موقع IMDb (الإنجليزية)
- آن فيلان على موقع قاعدة بيانات الفيلم (الإنجليزية)